# SBS 주말 특별기획 드라마
SBS 주말 특별 기획 드라마는 SBS TV에서 1995년 10월 21일부터 2019년 2월 9일까지 방송했던 드라마 프로그램이었다.

## 개요
《코리아 게이트》는 토요일 2회 연속 방송·편성됐으며 이어 재방송됐던 《모래시계》는 한 주에 4회(수요일 ~ 목요일, 토요일 ~ 일요일)에 걸쳐 방송·편성했다.
《삼김시대》를 마지막으로 폐지됐다가 《유리구두》로 재개했지만 《끝에서 두번째 사랑》을 마지막으로 다시 폐지됐다가 《언니는 살아있다》를 시작으로 다시 토요일 오후 8시 45분에 방송·편성했다.
토요일 2회 연속 방송·편성했다가 2017년 9월 2일부터 1회 당 35분 분량으로 4회 연속 방송·편성됐다.
2018년 7월 14일부터 토요일 오후 9시 5분에 1회 당 30분 분량을 4회 연속 방송·편성됐다.
《운명과 분노》를 마지막으로 SBS 주말 특별 기획 드라마는 24년 만에 폐지됐다.

## 방송 시간
| 방송 채널 | 방송 기간                           | 방송 시간                                   | 방송 분량                                       |
| --------- | ----------------------------------- | ------------------------------------------- | ----------------------------------------------- |
| SBS TV    | 1995년 10월 21일 ~ 1995년 12월 23일 | 매주 토요일 오후 8시 50분 ~ 오후 10시 50분  | 2시간 (회당 1시간 2회 연속 방송·편성)           |
| SBS TV    | 1996년 11월 10일 ~ 1997년 6월 8일   | 매주 토요일 오후 9시 50분 ~ 오후 10시 50분  | 1시간                                           |
| SBS TV    | 1998년 1월 17일 ~ 1998년 5월 17일   | 매주 토요일 오후 9시 50분 ~ 오후 10시 50분  | 1시간                                           |
| SBS TV    | 2002년 3월 2일 ~ 2002년 5월 26일    | 매주 주말 오후 9시 45분 ~ 오후 11시 5분     | 1시간 20분                                      |
| SBS TV    | 2002년 6월 1일 ~ 2002년 6월 15일    | 매주 토요일 오후 10시 30분 ~ 오전 12시 30분 | 2시간                                           |
| SBS TV    | 2002년 7월 6일 ~ 2006년 1월 22일    | 매주 주말 오후 9시 45분 ~ 오후 11시 5분     | 1시간 20분                                      |
| SBS TV    | 2006년 2월 4일 ~ 2007년 9월 23일    | 매주 주말 오후 9시 55분 ~ 오후 11시 5분     | 1시간 10분                                      |
| SBS TV    | 2007년 9월 29일 ~ 2008년 10월 19일  | 매주 주말 오후 10시 ~ 오후 11시 20분        | 1시간 20분                                      |
| SBS TV    | 2008년 10월 25일 ~ 2009년 4월 19일  | 매주 주말 오후 10시 ~ 오후 11시 10분        | 1시간 10분                                      |
| SBS TV    | 2009년 4월 25일 ~ 2010년 1월 3일    | 매주 주말 오후 10시 ~ 오후 11시 20분        | 1시간 20분                                      |
| SBS TV    | 2010년 1월 9일 ~ 2010년 3월 7일     | 매주 주말 오후 10시 ~ 오후 11시 10분        | 1시간 10분                                      |
| SBS TV    | 2010년 3월 20일 ~ 2010년 6월 6일    | 매주 주말 오후 10시 ~ 오후 11시 20분        | 1시간 20분                                      |
| SBS TV    | 2010년 7월 4일 ~ 2010년 11월 7일    | 매주 주말 오후 10시 ~ 오후 11시 10분        | 1시간 10분                                      |
| SBS TV    | 2010년 11월 13일 ~ 2010년 11월 21일 | 매주 주말 오후 9시 50분 ~ 오후 11시         | 1시간 10분                                      |
| SBS TV    | 2010년 11월 27일 ~ 2011년 1월 16일  | 매주 주말 오후 9시 50분 ~ 11시 10분         | 1시간 20분                                      |
| SBS TV    | 2011년 1월 23일 ~ 7월 31일          | 매주 주말 오후 9시 50분 ~ 오후 11시         | 1시간 10분                                      |
| SBS TV    | 2011년 8월 6일 ~ 9월 25일           | 매주 주말 오후 9시 50분 ~ 오후 11시 10분    | 1시간 20분                                      |
| SBS TV    | 2011년 10월 1일 ~ 2012년 5월 6일    | 매주 주말 오후 9시 50분 ~ 오후 11시         | 1시간 10분                                      |
| SBS TV    | 2012년 5월 12일 ~ 2012년 7월 22일   | 매주 주말 오후 9시 50분 ~ 오후 11시 10분    | 1시간 20분                                      |
| SBS TV    | 2012년 8월 18일 ~ 2012년 10월 28일  | 매주 주말 오후 9시 50분 ~ 오후 11시         | 1시간 10분                                      |
| SBS TV    | 2012년 11월 3일 ~ 2013년 2월 24일   | 매주 주말 오후 9시 55분 ~ 오후 11시 5분     | 1시간 10분                                      |
| SBS TV    | 2013년 3월 2일 ~ 2013년 3월 31일    | 매주 주말 오후 10시 ~ 오후 11시 10분        | 1시간 10분                                      |
| SBS TV    | 2013년 4월 6일 ~ 2015년 3월 15일    | 매주 주말 오후 9시 55분 ~ 오후 11시 15분    | 1시간 20분                                      |
| SBS TV    | 2015년 3월 21일 ~ 2016년 2월 7일    | 매주 주말 오후 10시 ~ 오후 11시 10분        | 1시간 10분                                      |
| SBS TV    | 2016년 2월 13일 ~ 2016년 10월 16일  | 매주 주말 오후 9시 55분 ~ 오후 11시 10분    | 1시간 15분                                      |
| SBS TV    | 2016년 10월 22일 ~ 2016년 10월 30일 | 매주 주말 오후 9시 55분 ~ 오후 11시 5분     | 1시간 10분                                      |
| SBS TV    | 2017년 4월 15일 ~ 2017년 8월 26일   | 매주 토요일 오후 8시 45분 ~ 오후 11시 5분   | 2시간 20분 (회당 1시간 10분 2회 연속 방송·편성) |
| SBS TV    | 2017년 9월 2일 ~ 2017년 10월 14일   | 매주 토요일 오후 8시 45분 ~ 오후 11시 5분   | 2시간 20분 (회당 35분 4회 연속 방송·편성)       |
| SBS TV    | 2017년 10월 21일 ~ 2018년 7월 7일   | 매주 토요일 오후 8시 55분 ~ 오후 11시 15분  | 2시간 20분 (회당 35분 4회 연속 방송·편성)       |
| SBS TV    | 2018년 7월 14일 ~ 2019년 2월 9일    | 매주 토요일 오후 9시 5분 ~ 오후 11시 5분    | 2시간 (회당 30분 4회 연속 방송·편성)            |

## 프로그램 리스트
- 아래 드라마 프로그램들은 2003년 이전에 제작·방송했으며 부득이하게 일부 장면에서 흡연 장면·담배 소품이 노출될 수 있으며 시청자 여러분들의 양해를 바랍니다.
- 아래 드라마 프로그램들은 2002년 11월 이후 시청 가능 연령을 표시하는 드라마 프로그램 등급 제도를 의무적으로 시행하여 현재까지 이어지고 있습니다.
- 2017년 3월 1일부터 TV 프로그램 등급 표시 외에 주제, 폭력성, 선정성, 언어, 모방 위험 등 분류 사유 표시를 의무적으로 시행하고 있습니다.

### 1990년대
- 《코리아게이트》 : 1995년 10월 21일 ~ 1995년 12월 23일
- 《임꺽정》 : 1996년 11월 10일 ~ 1997년 4월 6일
- 《아름다운 그녀》 : 1997년 4월 19일 ~ 1997년 6월 8일
- 《삼김시대》 : 1998년 2월 28일 ~ 1998년 5월 17일

### 2000년대
- 《유리구두》 : 2002년 3월 2일 ~ 2002년 7월 28일
- 《라이벌》 : 2002년 8월 3일 ~ 2002년 10월 6일
- 《대망》 : 2002년 10월 12일 ~ 2003년 1월 5일
- 《태양 속으로》 : 2003년 1월 11일 ~ 2003년 3월 16일
- 《천년지애》 : 2003년 3월 22일 ~ 2003년 5월 25일
- 《스크린》 : 2003년 5월 31일 ~ 2003년 7월 27일
- 《첫사랑》 : 2003년 8월 2일 ~ 2003년 9월 28일
- 《완전한 사랑》 : 2003년 10월 4일 ~ 2003년 12월 21일
- 《발리에서 생긴 일》 : 2004년 1월 3일 ~ 2004년 3월 7일
- 《폭풍 속으로》 : 2004년 3월 13일 ~ 2004년 5월 30일
- 《파리의 연인》 : 2004년 6월 12일 ~ 2004년 8월 15일
- 《매직》 : 2004년 8월 28일 ~ 2004년 10월 17일
- 《마지막 춤은 나와 함께》 : 2004년 10월 23일 ~ 2005년 1월 2일
- 《봄날》 : 2005년 1월 8일 ~ 2005년 3월 13일
- 《그린 로즈》 : 2005년 3월 19일 ~ 2005년 5월 29일
- 《온리 유》 : 2005년 6월 4일 ~ 2005년 7월 24일
- 《해변으로 가요》 : 2005년 7월 30일 ~ 2005년 9월 11일
- 《프라하의 연인》 : 2005년 9월 24일 ~ 2005년 11월 20일
- 《백만장자와 결혼하기》 : 2005년 11월 26일 ~ 2006년 1월 22일
- 《사랑과 야망》 : 2006년 2월 4일 ~ 2006년 11월 12일
- 《게임의 여왕》 : 2006년 11월 18일 ~ 2007년 1월 28일
- 《사랑에 미치다》 : 2007년 2월 3일 ~ 2007년 4월 1일
- 《푸른 물고기》 : 2007년 4월 7일 ~ 2007년 5월 27일
- 《불량 커플》 : 2007년 6월 2일 ~ 2007년 7월 22일
- 《칼잡이 오수정》 : 2007년 7월 28일 ~ 2007년 9월 16일
- 《조강지처 클럽》 : 2007년 9월 29일 ~ 2008년 10월 5일
- 《가문의 영광》 : 2008년 10월 11일 ~ 2009년 4월 19일
- 《찬란한 유산》 : 2009년 4월 25일 ~ 2009년 7월 26일
- 《스타일》 : 2009년 8월 1일 ~ 2009년 9월 20일
- 《그대, 웃어요》 : 2009년 9월 26일 ~ 2010년 3월 7일

### 2010년대
- 《인생은 아름다워》 : 2010년 3월 20일 ~ 2010년 11월 7일
- 《시크릿 가든》 : 2010년 11월 13일 ~ 2011년 1월 16일
- 《신기생뎐》 : 2011년 1월 23일 ~ 2011년 7월 17일
- 《여인의 향기》 : 2011년 7월 23일 ~ 2011년 9월 11일
- 《폼나게 살거야》 : 2011년 9월 17일 ~ 2012년 3월 11일
- 《바보엄마》 : 2012년 3월 17일 ~ 2012년 5월 20일
- 《신사의 품격》 : 2012년 5월 26일 ~ 2012년 8월 12일
- 《다섯 손가락》 : 2012년 8월 18일 ~ 2012년 11월 25일
- 《청담동 앨리스》 : 2012년 12월 1일 ~ 2013년 1월 27일
- 《돈의 화신》 : 2013년 2월 2일 ~ 2013년 4월 21일
- 《출생의 비밀》 : 2013년 4월 27일 ~ 2013년 6월 23일
- 《결혼의 여신》 : 2013년 6월 29일 ~ 2013년 10월 27일
- 《세 번 결혼하는 여자》 : 2013년 11월 9일 ~ 2014년 3월 30일
- 《엔젤 아이즈》 : 2014년 4월 5일 ~ 2014년 6월 15일
- 《끝없는 사랑》 : 2014년 6월 21일 ~ 2014년 10월 26일
- 《미녀의 탄생》 : 2014년 11월 1일 ~ 2015년 1월 11일
- 《내 마음 반짝반짝》 : 2015년 1월 17일 ~ 2015년 4월 12일
- 《이혼변호사는 연애중》 : 2015년 4월 18일 ~ 2015년 6월 14일
- 《너를 사랑한 시간》 : 2015년 6월 27일 ~ 2015년 8월 16일
- 《애인 있어요》 : 2015년 8월 22일 ~ 2016년 2월 28일
- 《미세스 캅 2》 : 2016년 3월 5일 ~ 2016년 5월 8일
- 《미녀 공심이》 : 2016년 5월 14일 ~ 2016년 7월 17일
- 《끝에서 두번째 사랑》 : 2016년 7월 30일 ~ 2016년 10월 16일
- 《언니는 살아있다》 : 2017년 4월 15일 ~ 2017년 10월 14일
- 《브라보 마이 라이프》 : 2017년 10월 21일 ~ 2018년 2월 3일
- 《착한마녀전》 : 2018년 3월 3일 ~ 2018년 5월 5일
- 《시크릿 마더》 : 2018년 5월 12일 ~ 2018년 7월 7일
- 《그녀로 말할 것 같으면》 : 2018년 7월 14일 ~ 2018년 9월 29일
- 《미스 마: 복수의 여신》 : 2018년 10월 6일 ~ 2018년 11월 24일
- 《운명과 분노》 : 2018년 12월 1일 ~ 2019년 2월 9일 (해당 프로그램을 마지막으로 SBS 주말 특별 기획 드라마 폐지)

## 경쟁 프로그램
- KBS 1TV 주말 특별기획 드라마
- KBS 2TV 주말 드라마
- MBC 주말 드라마
- MBC 주말 특별 기획 드라마
- SBS 주말극장
- SBS 주간 드라마
- JTBC 주말 드라마
- JTBC 주말 특별 기획 드라마